# José Fernando Guerrero
José Fernando Guerrero (Quito, 17 september 1967) is een voormalig profvoetballer uit Ecuador, die speelde als middenvelder. Zijn zoon Fernando Guerrero (1989) is eveneens profvoetballer.

## Clubcarrière
Guerrero speelde zijn gehele profcarrière voor Club Deportivo El Nacional uit Quito (1987-1996).

## Interlandcarrière
Guerrero speelde elf interlands (één doelpunt) voor Ecuador in de periode 1987-1995. Onder leiding van bondscoach Luis Grimaldi maakte hij zijn debuut op 15 april 1987 in de vriendschappelijke uitwedstrijd tegen Peru (0-1) in Lima. Guerrero nam met Ecuador in 1991 deel aan de strijd om de Copa América.
| Interlands van José Fernando Guerrero voor Ecuador | Interlands van José Fernando Guerrero voor Ecuador | Interlands van José Fernando Guerrero voor Ecuador | Interlands van José Fernando Guerrero voor Ecuador | Interlands van José Fernando Guerrero voor Ecuador | Interlands van José Fernando Guerrero voor Ecuador |
| №                                                  | Datum                                              | Wedstrijd                                          | Uitslag                                            | Competitie                                         | Goals                                              |
| Als speler van Club Deportivo El Nacional          | Als speler van Club Deportivo El Nacional          | Als speler van Club Deportivo El Nacional          | Als speler van Club Deportivo El Nacional          | Als speler van Club Deportivo El Nacional          | Als speler van Club Deportivo El Nacional          |
| -------------------------------------------------- | -------------------------------------------------- | -------------------------------------------------- | -------------------------------------------------- | -------------------------------------------------- | -------------------------------------------------- |
| 1                                                  | 15 april 1987                                      | Peru – Ecuador                                     | 0 – 1                                              | Vriendschappelijk                                  | 0                                                  |
| 2                                                  | 5 juni 1991                                        | Peru – Ecuador                                     | 0 – 1                                              | Vriendschappelijk                                  | 0                                                  |
| 3                                                  | 19 juni 1991                                       | Ecuador – Chili                                    | 2 – 1                                              | Vriendschappelijk                                  | 70'                                                |
| 4                                                  | 25 juni 1991                                       | Ecuador – Peru                                     | 2 – 2                                              | Vriendschappelijk                                  | 0                                                  |
| 5                                                  | 30 juni 1991                                       | Chili – Ecuador                                    | 3 – 1                                              | Vriendschappelijk                                  | 0                                                  |
| 6                                                  | 9 juli 1991                                        | Uruguay – Ecuador                                  | 1 – 1                                              | Copa América                                       | 0                                                  |
| 7                                                  | 24 mei 1992                                        | Guatemala – Ecuador                                | 1 – 1                                              | Vriendschappelijk                                  | 0                                                  |
| 8                                                  | 27 mei 1992                                        | Costa Rica – Ecuador                               | 2 – 1                                              | Vriendschappelijk                                  | 0                                                  |
| 9                                                  | 27 januari 1993                                    | Ecuador – Wit-Rusland                              | 1 – 1                                              | Vriendschappelijk                                  | 0                                                  |
| 10                                                 | 9 juni 1993                                        | Ecuador – Chili                                    | 1 – 2                                              | Vriendschappelijk                                  | 0                                                  |
| 11                                                 | 10 juni 1995                                       | Ecuador – Costa Rica                               | 2 – 1                                              | Vriendschappelijk                                  | 0                                                  |

## Erelijst
El Nacional
- Campeonato Ecuatoriano

1992, 1996